# Хорода (Шамильский район)
Хорода́ — село в Шамильском районе Дагестана. Входит в состав сельского поселения «Сельсовет „Кахибский“».

## Географическое положение
Расположено в 10 км к юго-востоку от районного центра села Хебда, на левом берегу реки Згуртляр.

## Население
| 1926 | 1939 | 1970 | 1989 | 2002 | 2010 | 2021 |
| ---- | ---- | ---- | ---- | ---- | ---- | ---- |
| 63   | ↗146 | ↘116 | ↗202 | ↗289 | ↘196 | ↗292 |